# Cornellà de la Ribera
Cornellà de la Ribera ([kurnə'ʎaðələri'βeɾə], en francès, Corneilla-la-Rivière) és un poble, cap de la comuna del mateix nom, de 1.989 habitants, de la comarca del Rosselló, a la Catalunya del Nord. El malnom dels cornellarencs és caps de toí.

## Etimologia
El topònim compost de Cornellà de la Ribera necessita una explicació doble. D'una banda, Cornellà, que procedeix del nom propi llatí Cornelius a través del derivat Cornelianus (de Corneli). De l'altra, Ribera, que fa referència al lloc on està emplaçat el poble la Ribera, o Riberal de la Tet.

## Geografia

Situació de la comuna de Cornellà de la Ribera en el Rosselló

### Localització i característiques generals del terme
El terme de Cornellà de la Ribera, de 119.000 hectàrees d'extensió, és situat a la comarca del Riberal de la Tet, al nord-est de la dels Aspres, a la zona de ponent de la comarca del Rosselló.
El terme comunal de Cornellà de la Ribera s'estén a la riba esquerra de la Tet, dins del Riberal a la part meridional, amb escreix la més poblada i on hi ha quasi tota l'activitat del terme. La meitat nord és en els costers del massís del Mont Ner, que separa les valls de la Tet i de l'Aglí; aquesta meitat nord, de territori costerut i aspre, a penes conté dos masos, el d'en Clotes i el de la Verna, tots dos actualment en ruïnes. Aquestes terres es dediquen quasi exclusivament al conreu de la vinya, de poca producció i alta qualitat.
El límit meridional del terme és clarament definit: el curs de la Tet. A la resta del terme, els límits són definits per antigues possessions rurals i senyorials, i no segueixen, més que en algun petit tram aïllat, cap mena d'accidents geogràfics.
Termes municipals limítrofs:
|                    | Montner | Calce                |
| Millars            |         | Pesillà de la Ribera |
| Sant Feliu d'Amunt |         | Sant Feliu d'Avall   |

### El poble de Cornellà de la Ribera

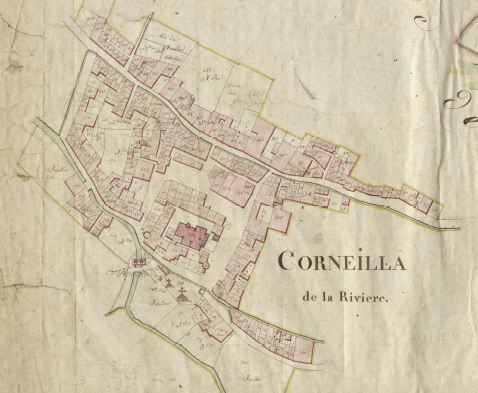
Cornellà de la Ribera en el Cadastre napoleònic del 1812 (Arxius Departamentals dels Pirineus Orientals)

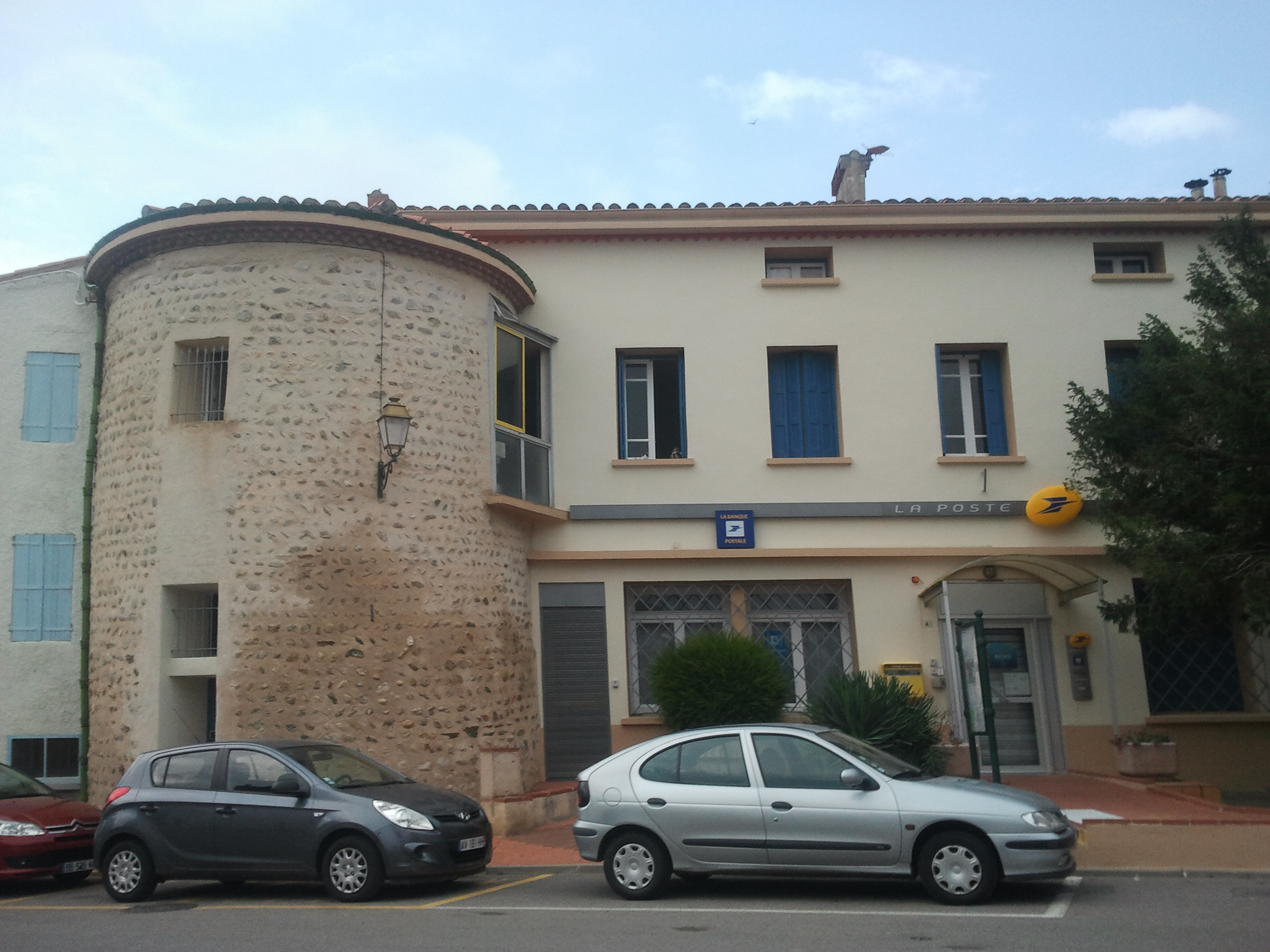
Una de les dues torres conservades

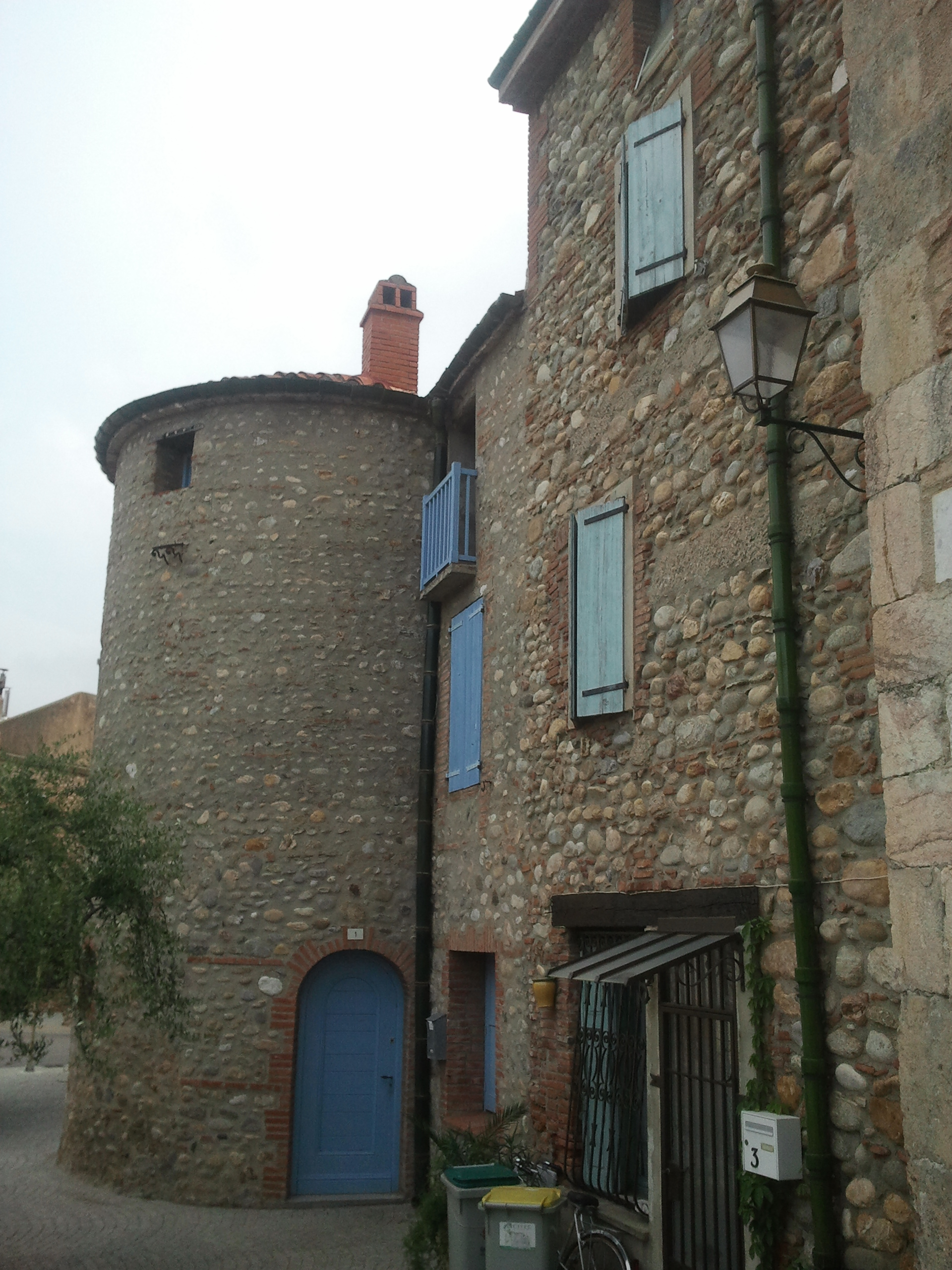
L'altra

El poble de Cornellà de la Ribera està situat a la zona plana del Riberal, però al peu mateix de la zona muntanyosa del terme. Pel seu nord passa l'Agulla de la Figuerola, continuació del Cabirà, derivació nord del Rec del Molí de Cornella, i pel sud, el Rec de Pellisà (més al sud, encara, la Tet). El poble es formà a partir de l'església de Sant Martí i del seu cementiri; així, es formà un grup de cases que tancaven l'entorn marcant una forma quadrada: la cellera de Cornellà de la Ribera.
A partir d'aquesta cellera inicial s'anà formant el poble medieval, creixent cap al nord-oest, sobretot, que estigué fortificat (se'n conserven alguns fragments de muralles, dues torres d'angle i dos portals).
Més modernament, el poble ha anat desenvolupant el seu urbanisme una mica en totes direccions, però sobretot cap al nord i l'est, sobretot a partir de les modernes urbanitzacions de cases unifamiliars amb jardí a l'entorn i carrers laberíntics de poc trànsit, com és habitual en molts pobles de la plana del Rosselló.

### Els masos del terme
En tractar-se d'una comuna gairebé del tot agrupada en el poble de Cornellà de la Ribera, les construccions aïllades que s'hi troben són molt escadusseres, principalment quan els dos masos del nord del terme, el de la Verna i el d'en Clotes, abans Mas Boyer són en ruïnes. A la zona del Riberal, a migdia, sí que n'hi ha alguns: el Mas d'en Cairó, el d'en Modat, el del Pelegrí, sovint anomenat només el Pelegrí i el Molí. El Mas d'en Taxi, part de les terres del qual són a Cornellà de la Ribera, és dins del terme veí de Millars.

### Hidrologia
El terme de Cornellà de la Ribera té com a límit meridional la Tet, tot i que a ponent diversos illots sedimentaris i, per tant, inestables, de la llera del riu estan migpartits amb Sant Feliu d'Amunt. A llevant, s'esdevé el mateix amb Sant Feliu d'Avall. La zona immediata a la Tet disposa d'un complex sistema d'irrigació, que compta amb l'Agulla de la Figuera, la de la Figuerola, la del Canal de Gleu (que és també de drenatge), la del Castanyer, la de les Femades, o les Colomines, la de les Hortes, la dels Castanyers, la dels Plans d'Amunt, el Cabirà, el Rec de Cornellà, o Rec Major, o del Molí de Cornellà i el Rec de Pesillà.
La Tet centra tot el sistema de cursos d'aigua que, d'oest a est, va rebent tot de còrrecs i altres afluències. De primer, el Còrrec de les Comes, que en l'actualitat s'aboca en el Rec Major a prop i a ponent del poble de Cornellà de la Ribera. Fan el mateix, arribant-hi al nord del poble, la Corregada del Patró i el Salt de la Vaca. Discorrent al biaix de nord-oest a sud-est hi ha el Còrrec de Campells, que té el seu tram baix en el terme veí de Pesillà de la Ribera; aquest còrrec ajunta les aportacions dels còrrecs de les Empelloses, o Corregada d'en Manant, d'en Segui (on hi ha la Cascada), dels Purganers, del Clot de Campells, o la Corregada d'en Sicre, i de la Carbonera. Més o menys paral·lel a aquest pel costat de llevant es troba el Còrrec del Clot de Godall, que s'ajunta a l'anterior a Pesillà de la Ribera i que recull els còrrecs de les Cagarelles, de la Coma de l'Amador, de Castell Conill, de les Peirisses, de les Mirandes, de les Montaneres i de les Clotes. Just a l'extrem nord-est del terme, fent de límit amb Pesillà de la Ribera i tot seguit entrant-hi, es troba el Còrrec de la Verna i el de les Foiricades, o Corregada d'en Roca.
Diverses fonts rellevants es troben en aquest terme: la Font de la Verna, o de les Pixerotes, la Font del Ca i la Font del Filloc. Cal destacar en el Còrrec de les Cagarelles el Salt de la Madró.

### Orografia
Alguns dels topònims de Cornellà de la Ribera reflecteixen les formes de relleu del terme; així, hi ha clotades: Clot de Campells, Clot de Godall, Clot de Ricó, les Clotes; colls: el Collet, el Pas del Llop; comes: Coma de l'Amador, les Comes Altes, les Comes Baixes, la Coma de la Mort; coves: la Cova de les Encantades; planes: la Plana d'en Burgat, les Planes de la Vella, els Plans d'Amunt, els Plans d'Avall i serres i serrats: el Serrat de les Teixoneres.

### El terme comunal
Les partides i indrets específics del terme de Cornellà de la Ribera són l'Alou, el Baró (dos de diferents amb el mateix nom), el Benefici, les Bosigues, les Cagarelles Altes, les Cagarelles Baixes, la Calessa, el Camí de Baixàs, el Camí de Calce, el Camí de Força Real, el Camí d'Estagell, el Camí de l'Esquerrota, el Camp del Bosc, o del Gibelet, el Camp de les Figueres, el Camp dels Capellans, el Camp dels Prats, el Camp d'en Calç, Campells, els Campells (són diferents), el Camp Major, Camps Grans, el Canal de Gleu, el Caner, la Carambola, la Carbonera, la Carrerada, el Castanyer, els Castanyers, Castell Conill d'Amunt, abans de Dalt, Castell Conill d'Avall, abans de Baix, la Claveta, les Colomines, les Corbateres, el Costalat, el Cotiu d'en d'Ax, els Devesats, les Deveses Noves, les Deveses Velles, la Dimosel·la, les Empeltoses, l'Estany, els Estanyols, l'Estret de la Verna, els Estudis, les Feixes, les Femades, Força Real, Fortoler, o Forn Teuler, la Gra de Milla, els Hortells, les Hortes, o el Pedregar, les Horts, les Jacetes Altes, les Jacetes Baixes, la Llongadaina, els Mallols, els Manancers, el Mas de la Verna, Mas Trencat, les Mirandes, les Montaneres, la Muntada de Desferra Cavalls, o la Muntada d'Alazart, la Muntada de les Botes, l'Oliveda del Rector, d'Oms, les Peirisses, les Penyes de l'Estevota, els Perers, els Pouadors, la Pujada, els Purganers, el Roc de l'Escorbàs, el Roc Roig, les Rotes, el Salt de la Madró, les Teixoneres, el Terra Blanc, els Terres Nous, els Timbaus de Coma Vinagre, els Torrents, les Vernes i les Vernes Altes.

#### El Cadastre napoleònic
En el Cadastre napoleònic del 1812, Cornellà de la Ribera apareix dividit en tres seccions: Campells, al nord del terme, el Clot de Godall, a l'est, i el poble, al sud. Campells conté les partides de les Vernes Altes, les Teixoneres, el Mas la Verna, amb el mas d'aquest nom, Força Real, Campells, les Vernes, l'Estret de la Verna, Coma de l'Amador, les Empeltoses, el Clot de Campells, les Corbateres, amb el Mas Boyer, les Cagarelles Altes, els Purganers, les Cagarelles Baixes, el Camí de Força Real, los Torrents, les Planes de la Vella, la Plana d'en Burgat, les Comes de la Mort, les Escuries, el Clot de Ricó, les Comes Baixes i les Comes Altes.
La secció del Clot de Godall té les partides de Castell Conill d'Avall, les Peirisses, les Mirandes, les Montaneres, el Clot de Godall, les Jacetes Baixes, les Jacetes Altes, el Camí d'Estagell, Forn Teuler, les Vernes i Castell Conill de Dalt. La del poble, té les partides de los Plans d'Amunt, la Carrerada, els Hortells, el Camp dels Capellans, los Castanyers, les Deveses Velles, els Horts, el Camp Major, les Deveses Noves, les Feixes, les Femades, els Perers, les Colomines, els Camps Grans, les Hortes, los Manancers, els Plans d'Avall, el Camp d'en Calç, els Camps d'en Prats, los Poaudors i los Campets.

## Transports i comunicacions

### Carreteres
Travessa el terme de Cornellà de la Ribera una única carretera: la D - 614 (D-900, a Pià - D - 612, a Millars), que procedeix de Pià, a 19 quilòmetres, i passa per Ribesaltes (a 18), Paretstortes (a 15), Baixàs (a 11), Pesillà de la Ribera (a 3), Cornellà de la Ribera i Millars (a 4).

### Transport públic
Cornellà de la Ribera té servei de transport públic amb la línia 210 (Perpinyà - Millars) uneix les poblacions de Perpinyà, Pesillà de la Ribera, Cornellà de la Ribera i Millars. Aquesta línia ofereix quatre serveis diaris de dilluns a dissabte. No circula els dies festius. També disposa, com a tota la Catalunya Nord, del servei TAD (Transport a la demanda), amb el qual es pot demanar un transport específic si hi ha un nombre suficient d'usuaris els dimecres el matí.

### Els camins del terme
Diversos dels camins del terme de Cornellà de la Ribera són de comunicació interna: Camí de Castell Conill d'Amunt, Camí de la Coma de l'Amador, Camí de la Coma de la Mort, Camí del Camp dels Prats, Camí de Campells, Camí del Clot de Godall, Camí de les Cagarelles, Camí de les Comes, Camí de les Corbateres, Camí de les Deveses, Camí de les Empelloses, Camí de les Hortes, Camí de les Jacetes, Camí de les Mirandes, o de les Montaneres, Camí de les Vernes, Camí dels Castanyers, Camí dels Purganers, Camí dels Torrents, Camí Gran de les Deveses Noves, Caminot de les Deveses Noves,. Els altres, comuniquen Cornellà de la Ribera amb els pobles veïns: Camí de Baixàs, Camí de Calce, Camí de les Bosigues, o de Sant Feliu d'Avall, Camí del Mas d'en Roig, o Camí Vell de Pesillà, o del Mas Guiter, Camí de Millars, Camí de Montner, Camí de Pesillà a Estagell, Camí de Sant Feliu d'Amunt, Camí d'Estagell, Camí Vell de Millars, la Ruta de Millars i la Ruta de Pesillà. Esment a part mereix la Carrerada.

## Activitats econòmiques
L'agricultura continua essent l'activitat essencial de Cornellà de la Ribera. Hi predomina la vinya, la major part dedicada a vins de denominació d'origen controlada, amb les denominacions Corberes de Rosselló i Costes de l'Aglí; després venen els arbres fruiters (presseguers i albescoquers, sobretot), seguits de l'horticultura (escaroles, enciams, tomàquets, principalment). Hi ha també oliveres. Al poble hi ha una Societat Cooperativa de Vinificació.

## Història

### Edat Antiga
Cornellà de la Ribera, com Cornellà del Bercol i Cornellà de Conflent, procedeix sens dubte de les terres atribuïdes a la família dels Cornelii en el repoblament colonial romà.

### Edat mitjana
L'any 898 apareix Cornelianum en documents a propòsit de la ribera que travessava el terme des de Millars i el regava, juntament amb el de Pesillà. El 1128 un altre document similar el torna a esmenttar: Cornelianum de Ribera. El 947 foren donats al monestir de la Grassa una quantitat important de terres en el seu terme, que s'afegia a una donació anterior, de darreries del segle ix, d'Oliba, net del comte Radulf de Barcelona i fill de Guifré el Pelós, confirmada el 951 pel papa Agapit II. Aquestes donacions incloïen l'església de Sant Martí, entre les donacions fetes.
L'abadia de la Grassa en conservà la senyoria fins a la fi de l'Antic Règim, malgrat algunes usurpacions puntuals fetes pels comtes de Cerdanya-Besalú o els vescomtes de Castellnou i llurs successors; per exemple, el 1131 el cavaller Pere Guillem de Riber tingué els drets senyorials vers el 1131 pel vescomte Gausbert de Castellnou.

## Demografia

### Demografia antiga
La població està expressada en nombre de focs (f) o d'habitants (h)
| Evolució demogràfica de Cornellà de la Ribera entre 1365 i 1789 | Evolució demogràfica de Cornellà de la Ribera entre 1365 i 1789 | Evolució demogràfica de Cornellà de la Ribera entre 1365 i 1789 | Evolució demogràfica de Cornellà de la Ribera entre 1365 i 1789 | Evolució demogràfica de Cornellà de la Ribera entre 1365 i 1789 | Evolució demogràfica de Cornellà de la Ribera entre 1365 i 1789 | Evolució demogràfica de Cornellà de la Ribera entre 1365 i 1789 | Evolució demogràfica de Cornellà de la Ribera entre 1365 i 1789 | Evolució demogràfica de Cornellà de la Ribera entre 1365 i 1789 | Evolució demogràfica de Cornellà de la Ribera entre 1365 i 1789 | Evolució demogràfica de Cornellà de la Ribera entre 1365 i 1789 | Evolució demogràfica de Cornellà de la Ribera entre 1365 i 1789 | Evolució demogràfica de Cornellà de la Ribera entre 1365 i 1789 | Evolució demogràfica de Cornellà de la Ribera entre 1365 i 1789 | Evolució demogràfica de Cornellà de la Ribera entre 1365 i 1789 |       |       |
| 1358                                                            | 1365                                                            | 1378                                                            | 1424                                                            | 1470                                                            | 1515                                                            | 1553                                                            | 1643                                                            | 1709                                                            | 1720                                                            | 1730                                                            | 1755                                                            | 1765                                                            | 1767                                                            | 1774                                                            | 1789  | 1790  |
| --------------------------------------------------------------- | --------------------------------------------------------------- | --------------------------------------------------------------- | --------------------------------------------------------------- | --------------------------------------------------------------- | --------------------------------------------------------------- | --------------------------------------------------------------- | --------------------------------------------------------------- | --------------------------------------------------------------- | --------------------------------------------------------------- | --------------------------------------------------------------- | --------------------------------------------------------------- | --------------------------------------------------------------- | --------------------------------------------------------------- | --------------------------------------------------------------- | ----- | ----- |
| 49 f                                                            | 50 f                                                            | 20 f                                                            | 15 f                                                            | 29 f                                                            | 35 f                                                            | 24 f                                                            | 66 f                                                            | 97 f                                                            | 127 f                                                           | 139 f                                                           | 183 f                                                           | 350 h                                                           | 654 h                                                           | 699 h                                                           | 168 f | 534 h |

Font: Pélissier 1986

### Demografia contemporània
| Evolució de la població |      |      |       |       |       |       |       |       |
| 1793                    | 1800 | 1806 | 1821  | 1831  | 1836  | 1841  | 1846  | 1851  |
| 755                     | 747  | 886  | 1.046 | 1.131 | 1.227 | 1.261 | 1.262 | 1.334 |

| 1856  | 1861  | 1866  | 1872  | 1876  | 1881  | 1886  | 1891  | 1896  |
| ----- | ----- | ----- | ----- | ----- | ----- | ----- | ----- | ----- |
| 1.320 | 1.355 | 1.372 | 1.263 | 1.348 | 1.358 | 1.203 | 1.251 | 1.257 |

| 1901  | 1906  | 1911  | 1921  | 1926  | 1931  | 1936  | 1946 | 1954  |
| ----- | ----- | ----- | ----- | ----- | ----- | ----- | ---- | ----- |
| 1.223 | 1.235 | 1.123 | 1.072 | 1.002 | 1.051 | 1.039 | 979  | 1.010 |

| 1962  | 1968  | 1975 | 1982 | 1990  | 1999  | 2008  | 2012  | 2013  |
| ----- | ----- | ---- | ---- | ----- | ----- | ----- | ----- | ----- |
| 1.012 | 1.010 | 936  | 967  | 1.081 | 1.407 | 1.764 | 1.989 | 1.989 |

Fonts: Ldh/EHESS/Cassini fins al 1999, després INSEE a partir deL 2004

### Evolució de la població

Població 1962-2008

## Administració i política

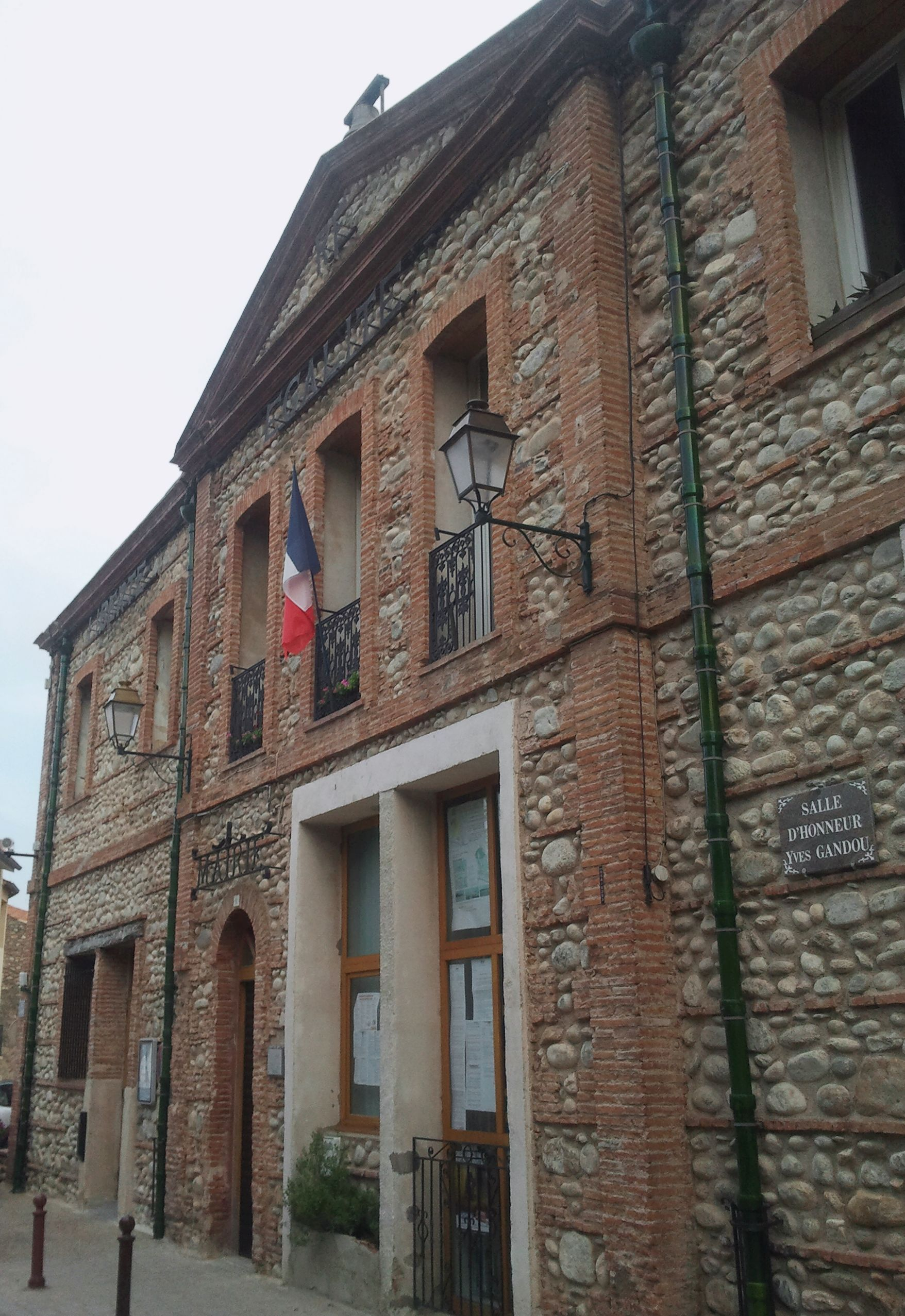
La Casa del Comú

### Batlles
| Període                       | Nom                    | Opció política | Comentaris |
| ----------------------------- | ---------------------- | -------------- | ---------- |
| Març del 2001 - Març del 2008 | Léon Lacotte           | PCF            |            |
| Març del 2001 - Moment actual | Gislène Beltran-Charre |                |            |

### Legislatura 2014 - 2020

#### Batlle
- Gislène Beltran-Charre, Vicepresident de la Comunitat de Comunes Rosselló - Conflent.

#### Adjunts al batlle
- 1r: Michel Nieto, Conseller delegat per a les Associacions, els Esports i la Cultura
- 2a: Thérèse Salamone, Consellera delegada de Comunicació i Relacions públiques
- 3r: René Parramon, Conseller delegat d'Urbanisme, Agricultura, Comerç i Artesanat. Delegat comunitari
- 4a: Eliane Mateu, Consellera delegada de Vida Social i CCAS
- 5è: Alain Bernard, Conseller delegat d'Obres i Seguretat.

#### Consellers municipals
- René-Jean Cambillau, Conseller delegat d'Escola i Joventut
- Marc Madine, Conseller delegat de Medi ambient
- Jacky Schmidt, Conseller delegat de l'Agenda 21
- Michèle Champagne, Consellera municipal
- Fanny Brazès, Consellera municipal
- Marie-Laure Thubert, Consellera municipal
- Maria Peyre, Consellera municipal
- Bernard Haller, Conseller municipal
- Sophie Baux, Consellera municipal
- René Laville, Conseller municipal. Delegat comunitari
- Marie-Claire Virolle, Consellera municipal
- Gérard Llense, Conseller municipal
- Michèle Pous, Consellera municipal.

### Adscripció cantonal

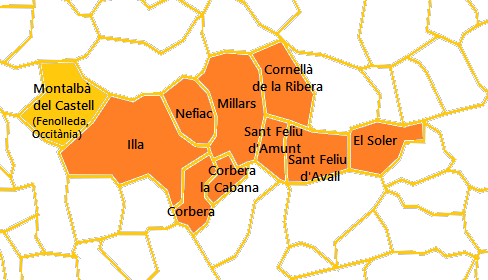
Mapa del Cantó de la Vall de la Tet

A les eleccions cantonals del 2015 el poble de Cornellà de la Ribera ha estat inclosa en el cantó número 16, denominat La Vall de la Tet, amb capitalitat al poble del Soler. Està format per la vila d'Illa i els pobles de Corbera, Corbera la Cabana, Cornellà de la Ribera, Millars, Nefiac, Sant Feliu d'Amunt, Sant Feliu d'Avall i el Soler, tots de la comarca del Rosselló, i Montalbà del Castell, de la Fenolleda (nou agrupament de comunes fruit de la reestructuració cantonal feta en saó de les eleccions cantonals i departamentals del 2015). Són conselleres per aquest cantó Damienne Beffara, batllessa de Millars i Robert Olive, batlle de Sant Feliu d'Amunt, tots dos del Partit Socialista.

### Serveis comunals mancomunats
Cornellà de la Ribera forma part de la Comunitat de comunes de Rosselló - Conflent, amb capitalitat a Illa, juntament amb Illa, Bellestar, Bula d'Amunt, Bulaternera, Casafabre, Corbera, Corbera la Cabana, Glorianes, Millars, Montalbà del Castell, Nefiac, Prunet i Bellpuig, Rodès, Sant Feliu d'Amunt i Sant Miquel de Llotes.

## Ensenyament i cultura

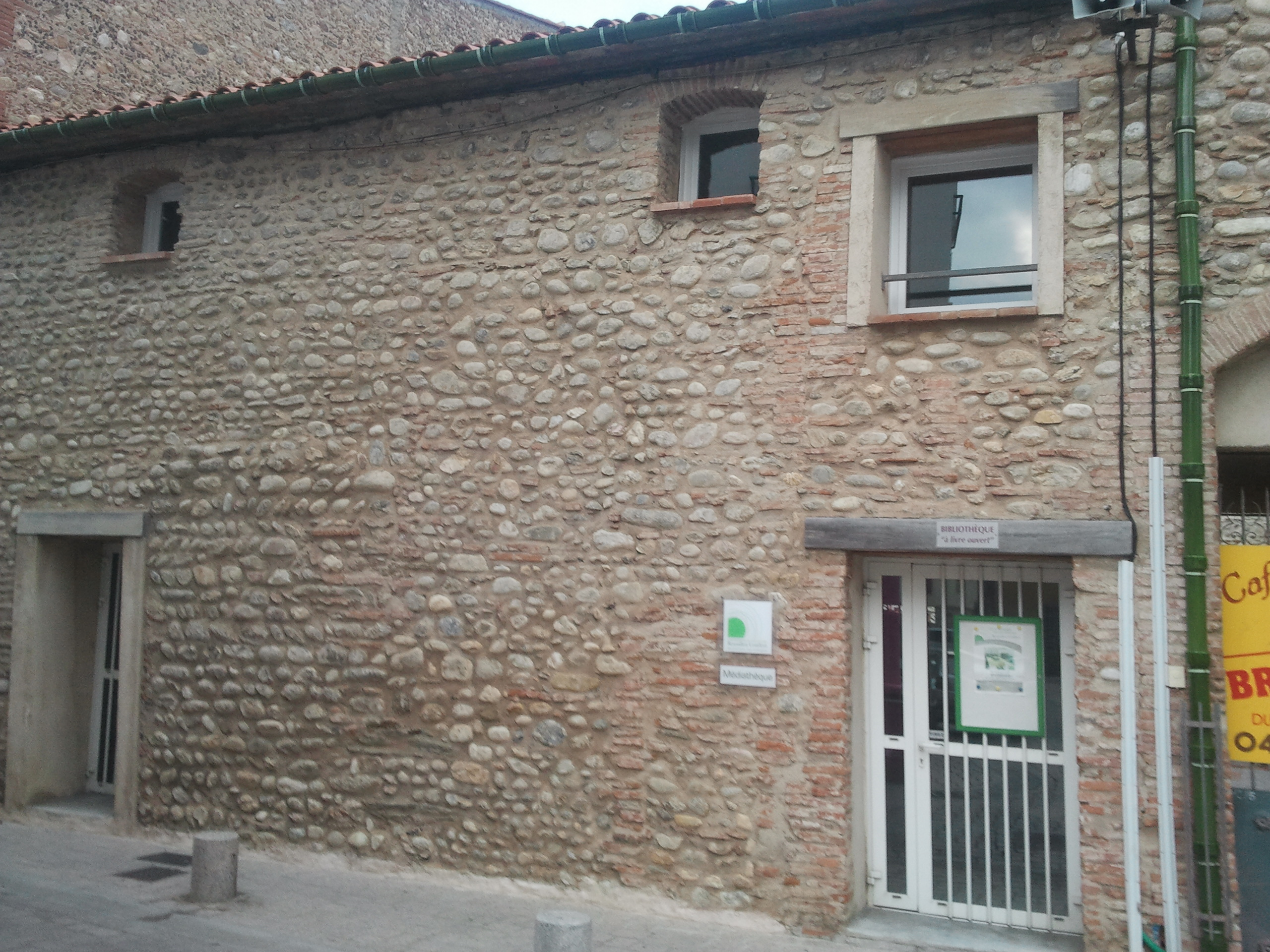
La Biblioteca de Cornellà de la Ribera

Cornellà de la Ribera compta amb dos establiment escolars: l'Escola maternal i la Primària, totes dues englobades en un mateix centre anomenat les Tilleuls. Per a continuar els estudis, els nois i noies del poble compten amb col·legis de secundària a Estagell, Illa, Sant Esteve del Monestir, el Soler, Toluges i Tuïr, i, pel que fa al batxillerat, amb els liceus de Perpinyà i el professional de Ribesaltes.
El poble compta també amb una petita, però activa, Biblioteca municipal.

## Persones relacionades Cornellà de la Ribera
- Reinald Dedies (Cornellà de la Ribera, 1947), cantautor, musicòleg i director de cor